# 洪宜卉
洪宜卉（1975年7月26日—），原名洪曉蕾，是台灣模特兒。光華高工畢業，實踐大學應用外語學分班進修。

## 電視節目
衛視中文台《求愛紅不讓》
超視《今夜女人幫》
東森綜合台《百戰大勝利》

## 家庭
- 2006年與東森購物台營運長王世均奉子成婚[1][2]

- 2006年在美國產下一女

- 2008年再產下一子

- 2010年王世均爆發錢德月婚外情誹聞風波。和王世均有「驚世夫妻」之稱。

- 2016年7月29日被直擊洪曉蕾在大安區戶政事務所辦理離婚登記，結束與王世均10年婚姻。

## 演出作品

### MV
- 永邦《一追再追》MV - 與彭于晏共同演出
- 周華健《雨人》

### 電影
- 2020年《杏林醫院》 飾演 鬼王

## 出版作品

### 寫真集
- 1994年，OK寫真日記第3集 : 俏麗美少女：洪曉蕾，出版社：大然文化
- 2004年，《凱渥名模美麗宣言》，作者：林志玲、江怡蓉、洪曉蕾、王曉書、王聖芬，出版社：台視文化，ISBN　9575656032。

### 雜誌
- 2009年，《嬰兒與母親》 4月號/ 第390期
- 2010年，《嬰兒與母親》 10月號/ 第408期

## 違法爭議風波

### 酒駕事件
2009年10月25日洪宜卉與友人聚餐喝酒後，酒後駕駛逆向撞倒1名朱姓機車民眾，受害的朱姓民眾腿部嚴重擦傷，洪宜卉的酒測值超過法定的0.25毫克，高達1.04，後來洪宜卉賠償受害朱姓男子2萬元最終達成和解，另涉公共危險罪部分，檢察官認為她身為公眾人物卻做不良的錯誤示範，酒測值還超過標準值0.55的高達一倍多。台北地院簡易庭依公共危險罪重判洪曉蕾罰金15萬元，犯案後她不服上訴，二審台北地院開庭，她沒現身，委託律師當庭撤回上訴，全案定讞。

## 外部連結
- 洪曉蕾的Facebook專頁
- 洪曉蕾leilei的新浪微博
- Hung Lei Lei的Instagram帳戶